# Илија Марковић (учитељ)
Илија Марковић (Тител, 18. фебруар 1842 — Бачко Градиште, 10. април 1929) је био српски учитељ у Мошорину.

## Биографија
Родитељи су му били Наум и Марија рођ. Бакић. Супруга му је била Милица, из познате фамилије Бањчевих, коју помиње прота Радослав у монографији „Инђија“: „... У Шајкашкој имаде такође много насељеника из Далмације и Хрватске. Тако у Мошорину имаде такође много насељеника из околине Книна као: Бањац, Бедов, Дражета, Ђурђевић, Каназир итд. Зову их 'Шијаци'. Има и 'Шијачки сокак'...“.
У књизи „Стари српски записи и натписи у Војводини“ наведено је осам записа учитеља Марковића. Из њих се види, да је 1860. био «дјетонаставник в мјестје Мошориње», такође од 1861 — 1900. године. У једном запису од 1872. стоји: Године 1860. у пролеће дођем у Мошорин за суплента на место Васе Клаића, а месеца септембра исте године будем од Генерал-Команде Темишварске потврђен за сталног учитеља. Године 1866. променем се са Сентиванским учитељем Подејским и будем у Сент Ивану, (данашњем Шајкашу) 3 године, а 1869. године дођем опет натраг у Мошорин на место Саве Пешића. Значајни подаци за Мошорин су и следећи: Месеца октобера 1872. године отворена је друга српска школа. Како здање школско није било готово, држана је школа у кући мошоринског житеља Кузмана Јовановића.
Здање за нову школу почело се правити 1873. пред јесен, а довршено је 1874. године пред јесен. Први учитељ у новој школи био је Илија Марковић, ког је, по наговору овдашњи трговаца Ђ. Ј. и С. М. политична општина с помоћу среза, упркос и проти воље црквене општине, из старе у нову школу преместила. 
Илија Марковић био је учитељ у Мошорин 1860 — 1866. Од 1866 — 1869. у Ковиљ Сентивану. Затим до 1894. опет у Мошорину.
Јулски Минеј (Москва 1784) поново је укоричен месеца маја 1899. године. У то време председник црквене општине био је Ђока Бачкалић; перовођа Илија Марковић, учитељ; тутори Нестор Русмир и Милош Јовановић.
У књизи о граничарским народним школама и њиховим учитељима Андрије Огњановића, пише за Илију Марковића да је био у Мошорину од 1872/3-1896, а у Сентивану од 1867 — 1868. године. Но, ипак су много меродавнији лични записи учитеља Марковића, у црквеним књигама. 
Као пензионисани учитељ, био је 1902. изабран за члана Епархијске скупштине епархије бачке.
Умро је у Фелдварцу, где је прешао да живи, 10. априла 1929. године у 3 сата изјутра. Сахрањен је у Мошорину.